# Jarmil Pospíšil
Jarmil Pospíšil (* 29. listopadu 1976) je bývalý český fotbalový záložník. Po skončení kariéry se věnuje vinařství.

## Hráčská kariéra
Byl v brněnském širším kádru v sezoně 1995/96, v nejvyšší soutěži však nenastoupil. Nastupoval za brněnské B-mužstvo v MSFL, tutéž soutěž hrál i za Kyjov.

### Evropské poháry
V sobotu 15. července 1995 nastoupil za Boby Brno v utkání Poháru Intertoto na hřišti rumunského klubu Ceahlăul Piatra Neamț (prohra 0:2).

## Ligová bilance
| Ročník                  | Zápasy | Góly | Minuty | Klub             |
| ----------------------- | ------ | ---- | ------ | ---------------- |
| MSFL 1995/96            | –      | 0    | –      | FC Boby Brno „B“ |
| MSFL 1996/97            | –      | 0    | –      | FC Boby Brno „B“ |
| MSFL 1997/98            | –      | 0    | –      | FC Boby Brno „B“ |
| MSFL 1997/98            | –      | 0    | –      | AFK VMG Kyjov    |
| CELKEM III. LIGA – MSFL | –      | 0    | –      |                  |